# مارثا بيرن
مارثا بيرن (بالإنجليزية: Martha Byrne)‏ هي كاتبة سيناريو ومغنية وممثلة أمريكية، ولدت في 23 ديسمبر 1969 في الولايات المتحدة. بدأت مشوارها المهني سنة 1982.

## وصلات خارجية
- مارثا بيرن على موقع IMDb (الإنجليزية)
- مارثا بيرن على موقع ألو سيني (الفرنسية)
- مارثا بيرن على موقع ميوزك برينز (الإنجليزية)
- مارثا بيرن على موقع أول موفي (الإنجليزية)
- مارثا بيرن على موقع قاعدة بيانات برودواي على الإنترنت (الإنجليزية)
- مارثا بيرن على موقع قاعدة بيانات الأفلام السويدية (السويدية)
- مارثا بيرن على موقع ديسكوغز (الإنجليزية)
- مارثا بيرن على موقع قاعدة بيانات الفيلم (الإنجليزية)
- مارثا بيرن على موقع كينوبويسك (الروسية)